# Соцгород Трубный
Соцгород Трубный — комплекс жилых зданий в городе Каменске-Уральском Свердловской области.
Постановлением Правительства Свердловской области № 859-ПП от 28 декабря 2001 года присвоен статус памятника архитектуры регионального значения.

## Архитектура
Жилой комплекс имеет значительную историко-архитектурную ценность, представляет собой один из вариантов воплощения идеи соцгорода, которая активно разрабатывалась архитекторами конструктивизма. Строившийся в течение длительного времени комплекс представляет собой целостную градостроительную композицию, в приемах пространственно-планировочного решения которого воплотились формы конструктивизма и советского неоклассицизма.
Комплекс располагается в северной части Каменска-Уральского, в Синарском районе, вблизи от Синарского трубного завода.
В 1932 году специалисты «Синарстрой» разработали генеральный план соцгорода. В планировке использовались новые, на тот момент, приёмы застройки: строчная и квартальная застройка, широкие озеленённые магистрали и сеть культурно-бытовых сооружений. В начальном плане созгород занимал меньшую, по сравнению с итоговой, площадь. Улица Трубная была центральной, делила комплекс на два квартала и вела через парк к проходной завода. Улица Карла Маркса разделяла комплекс на восточную (жилую) и западную (парковую) зоны.
В период строительства 1935—1940-х годов была сформирована окончательная объемно-планировочная структура центральной части комплекса. Площадь имени Беляева является центром и ориентиром для гостиницы, дворца культуры, магазинов и жилых домов. При застройке соблюдалось зонирование микрорайона: на северо- и юго-западе жилые кварталы, на северо-востоке учебные здания, на юго-востоке общественные здания культуры и отдыха, стадион и спортивные корты.
С юга к площади ведёт широкая улица Карла Маркса, на которой размещён торговый ряд. Хозяйственные постройки скрыты внутри кварталов. На красную линию улиц выходят регулярные прямоугольные кварталы. Углы кварталов акцентированы более высокими угловыми зданиями. Жилые кварталы имеют свои внутренние композиционные оси, строго симметрично организующие пространство. На внутренних осях, как правило, расположены детские учреждения. Большое внимание уделялось первичному пространственному элементу жилой среды — двору. Дворы были небольших размеров, с замкнутым или полузамкнутым характером, были украшены скульптурами и малыми архитектурными формами: фонтанами, декоративными оградами (сейчас утрачены).
В состав жилого комплекса входили общественные здания: гостиница со столовой, котельная, шесть детских садов, две школы, клуб, стадион, ледовый корт, баня, больница, встроенная станция юных техников, крытый рынок, встроенные магазины и аптека.